# Here Come the 123s
Here Come the 123s è il tredicesimo album in studio (il terzo di musica per bambini) del gruppo musicale alternative rock statunitense They Might Be Giants, pubblicato nel 2008.

## Tracce
1. Here Come the 123s – 0:08
2. Zeroes – 1:06
3. One Everything – 2:52
4. Number Two – 2:19
5. Triops Has Three Eyes – 2:35
6. Apartment Four – 1:21
7. High Five! – 2:23
8. The Secret Life of Six – 2:01
9. Seven – 2:09
10. Seven Days of the Week (I Never Go to Work) (featuring Mark Pender) – 1:54
11. Figure Eight – 2:36
12. Pirate Girls Nine – 1:21
13. Nine Bowls of Soup – 2:12
14. Ten Mississippi – 0:51
15. One Dozen Monkeys – 1:34
16. Eight Hundred and Thirteen Mile Car Trip – 0:57
17. Infinity – 3:13
18. I Can Add – 2:04
19. Nonagon – 1:23
20. Even Numbers – 2:35
21. Ooh La! Ooh La! – 1:56
22. Heart of the Band – 1:39
23. Hot Dog! – 2:29
24. Mickey Mouse Clubhouse Theme – 0:57

## Formazione
- John Flansburgh - chitarra, tastiere, voce
- John Linnell - tastiere, sassofono, voce
- Danny Weinkauf - basso
- Dan John Miller - chitarra
- Marty Beller - batteria